# Ningbingia
Ningbingia es un género de molusco gasterópodo de la familia Camaenidae en el orden de los Stylommatophora.

## Especies
Las especies de este género son:
- Ningbingia australis
- Ningbingia bulla
- Ningbingia dentiens
- Ningbingia laurina
- Ningbingia octava
- Ningbingia res